# Stanley Kunitz

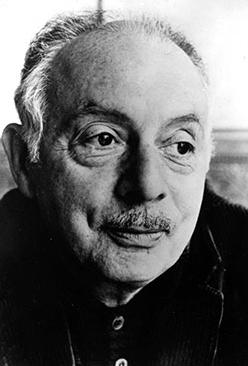
Stanley Kunitz

Stanley Jasspon Kunitz (Worcester (Massachusetts), 29 juli 1905 – New York, 14 mei 2006) was een Amerikaanse dichter, vertaler en leraar van Joodse komaf.

Ten tijde van zijn leven werd hij door veel critici als de beste nog in leven zijnde Amerikaanse dichter beschouwd. Zijn poëzie werd en wordt dan ook alom geprezen. In 1959 ontving hij de Pulitzerprijs voor poëzie.
Zes weken voor zijn geboorte pleegde zijn vader zelfmoord. Dit gemis aan een vader zou Kunitz de rest van zijn leven parten blijven spelen en daardoor ook een rol in zijn gedichten spelen. Het gedicht Father and Son uit de dichtbundel Passport to the War uit 1944 is daar een voorbeeld van.
In 1926 promoveerde hij summa cum laude aan de Harvard-universiteit. Omdat hij Joods was werd hem indirect te verstaan gegeven dat hij niet aan de faculteit Engels les mocht geven. Vervolgens werkte hij een aantal jaren als redacteur bij een boekenblad. Tijdens de Tweede Wereldoorlog moest hij ondanks een beroep op gewetensbezwaren in het leger dienen.

Daarna begon hij met lesgeven, eerst aan het Bennington College in Bennington (Vermont), later aan prestigieuze universiteiten zoals Columbia, Yale, Princeton, Rutgers en de Washington-universiteit in Saint Louis maar wist aan geen van allen een langdurende betrekking te verkrijgen.
Hij debuteerde in 1930 met Intellectual Things. In 1944 kwam zijn tweede dichtbundel uit, Passport to War. Vervolgens liet hij bijna elk decennium wel een of twee dichtbundels het licht zien. Hij ging hiermee door tot een jaar voor zijn overlijden.
In 1967 maakte hij een reis naar de toenmalige Sovjet-Unie wat hem ertoe aanzette werk van Russische dichters te vertalen in het Engels.
Van 1974 tot 1976 alsook in 2000 was hij als Poet Laureate Consultant in Poetry (een soort poëtisch adviseur) verbonden aan het Library of Congress dat onder meer als de bibliotheek van het Amerikaanse parlement fungeert.
Aan het symbolisme dat in zijn gedichten naar voren komt meenden veel critici een beïnvloeding door het werk van de beroemde Zwitserse psychiater en psycholoog Carl Jung te ontwaren. Zelf heeft hij met zijn dichtwerk veel 20ste-eeuwse dichters beïnvloed, onder andere de bekende Amerikaanse dichter James Wright.
Voor zijn werk heeft hij diverse onderscheidingen ontvangen zoals onder andere de National Book Award, de Pulitzer Prize for Poetry en de National Medal of Arts. Verder heeft hij aan de wieg gestaan van diverse poëtische centra. 
Kunitz hield veel van tuinieren; bij zijn tweede huis in Provincetown (Massachusetts) beschikte hij over een van de mooist aangelegde tuinen aan zee van die plaats.
Hij was getrouwd met de artieste Elise Asher. Stanley Kunitz overleed op ruim 100-jarige leeftijd.